# John de Jong (voetballer, 1977)
Johannes Jacobus (John) de Jong (Den Haag, 8 maart 1977) is een Nederlands voormalig profvoetballer die doorgaans als middenvelder speelde. Hij stond van 1995 tot en met 2008 onder contract bij FC Den Haag, FC Utrecht, PSV en sc Heerenveen. De Jong werd in 2013 hoofd scouting bij PSV. Hij werd in juli 2018 technisch directeur bij PSV.

## Loopbaan als speler
De Jong begon met voetballen bij VV Wilhelmus. Daarna stapte hij over naar FC Den Haag. In het seizoen 1995/96 maakte De Jong zijn debuut bij FC Den Haag. Hij groeide uit tot basisspeler en bleef dat voor tweeënhalf seizoen. Hij speelde in 69 competitieduels, waarin hij negentien keer trefzeker was.
In 1998 vertrok De Jong naar FC Utrecht. Ook bij FC Utrecht was De Jong basisspeler. Voor de Utrechters speelde hij twee competitiewedstrijden meer dan voor zijn vorige werkgever. In die Eredivisie-wedstrijden scoorde De Jong zestienmaal.
In maart 2000 meldde het Eindhovens Dagblad dat PSV interesse had in De Jong. FC Utrecht was positief over een eventuele transfer en opende de onderhandelingen. Op 17 april werd de transfer afgerond. De Jong tekende een contract voor vijf jaar dat op 1 juli van dat jaar inging. Naar verluidt was met de overgang ongeveer 10 miljoen gulden (4,5 miljoen euro) gemoeid.
In zijn eerste seizoen bij PSV was De Jong meer bankzitter dan basisspeler. Toch kwam hij tot een behoorlijk aantal wedstrijden, mede door invalbeurten. Omdat het tweede seizoen ook hetzelfde scenario bevatte, werd besloten De Jong een seizoen te verhuren aan sc Heerenveen. Daar bloeide hij op en leek hij klaar voor een plek in de basiself van PSV. In het seizoen 2003/04 kwam hij veelvuldig aan spelen toe en ook het seizoen erop startte hij als basisspeler. Daarna ging het echter mis. Op een training verdraaide De Jong zijn knie en daarna bleef hij last houden. Onderzoek toonde kalkvorming aan de binnenkant van zijn knie aan. Dit bleek het begin van een opeenstapeling van blessures. Onder andere de knie, enkel en kuit moesten er aan geloven. Eind februari 2008, na al bijna drie jaar niet meer gespeeld te hebben, gaf De Jong definitief de hoop op en beëindigde hij zijn loopbaan. Hij was op dat moment dertig jaar. Op 20 maart 2005 speelde hij zijn laatste officiële wedstrijd, een voor PSV gedenkwaardige 0-4-overwinning op Ajax in de Amsterdam ArenA.

## Clubstatistieken
| Seizoen | Club            | Competitie     | Duels | Goals |
| ------- | --------------- | -------------- | ----- | ----- |
| 1995/96 | FC Den Haag     | Eerste divisie | 30    | 6     |
| 1996/97 | FC Den Haag     | Eerste divisie | 24    | 4     |
| 1997/98 | FC Den Haag     | Eerste divisie | 15    | 9     |
| 1997/98 | FC Utrecht      | Eredivisie     | 14    | 3     |
| 1998/99 | FC Utrecht      | Eredivisie     | 33    | 8     |
| 1999/00 | FC Utrecht      | Eredivisie     | 24    | 5     |
| 2000/01 | PSV             | Eredivisie     | 28    | 3     |
| 2001/02 | PSV             | Eredivisie     | 20    | 2     |
| 2002/03 | → sc Heerenveen | Eredivisie     | 26    | 9     |
| 2003/04 | PSV             | Eredivisie     | 29    | 8     |
| 2004/05 | PSV             | Eredivisie     | 15    | 5     |
| 2005/06 | PSV             | Eredivisie     | 0     | 0     |
| 2006/07 | PSV             | Eredivisie     | 0     | 0     |
| 2007/08 | PSV             | Eredivisie     | 0     | 0     |
| Totaal  | Totaal          | 258            | 62    |       |

### Nederlands elftal
In februari 2001 werd De Jong opgeroepen voor het Nederlands elftal voor een oefeninterland tegen Turkije. De Jong, die ook al voor Nederland Onder-21 had gespeeld en deelnam aan het deel aan het Europees kampioenschap voetbal onder 21 - 1998 en 2000, mocht samen met Marc van Hintum de geblesseerde PSV-collega's Wilfred Bouma en Kevin Hofland vervangen. Omdat het Nederlands elftal sowieso al met veel blessures te maken had, koos bondscoach Louis van Gaal voor het eerst voor De Jong. In de Amsterdam ArenA werd het 0-0 en bleef De Jong de hele wedstrijd op de bank. Het zou zijn enige invitatie blijven voor het Nederlands elftal.

## Loopbaan na spelerscarrière

### Scouting bij PSV
Nadat hij zijn actieve carrière beëindigd had, keerde De Jong terug bij PSV als scout. In 2013 volgde hij Klaas van Baalen op als hoofd scouting.

### Technisch directeur bij PSV
Nadat Marcel Brands medio 2018 bij PSV vertrok naar Everton, werd De Jong benoemd tot diens opvolger als technisch directeur van de club. De Jong ontsloeg in december 2019 hoofdtrainer Mark van Bommel wegens tegenvallende resultaten. Vanaf het seizoen 2020/21 stelde hij Roger Schmidt aan als hoofdtrainer. De Jong kocht medio 2020 spelers als Eran Zahavi, Mario Götze, Philipp Max en Yvon Mvogo. Ook werd Marco van Ginkel na drie huurperiodes definitief binnengehaald. 
In de zomer van 2022 haalde De Jong al vroeg in de transfermarkt spelers binnen. Zo werd toptalent Xavi Simons transfervrij overgenomen van Paris Saint-Germain, werd Luuk de Jong na drie jaar teruggehaald en voegden ook spelers als Guus Til en Jarrad Branthwaite zich bij de club. Als opvolger van Schmidt werd Ruud van Nistelrooy doorgeschoven vanuit zijn hoofdtrainerschap bij Jong PSV, met de ervaren Fred Rutten als assistent-trainer. 
Eind augustus 2022 ging een transfer van Cody Gakpo naar Manchester United niet door, omdat De Jong een eventuele transfer over de belangrijke Champions League-kwalificatiewedstrijd met Rangers FC wilde tillen. De Engelse topclub zag uiteindelijk van de aanvaller af, waarmee de Raad van Commissarissen niet blij mee was. Zij vonden De Jong uiteindelijk verantwoordelijk voor het missen van vele miljoenen euro’s, die de club goed kon gebruiken. Nadat de RvC het vertrouwen in De Jong had opgezegd, stapte hij op.

## Erelijst
| Kampioen Eredivisie  | 4x | 2000/01, 2004/05, 2005/06, 2006/07 |
| KNVB beker           | 1x | 2004/05                            |
| Johan Cruijff Schaal | 3x | 2000, 2001, 2003                   |

- Kampioen van Nederland: 2001, 2005, 2006, 2007, 2008